# 자동차 색상
자동차 색상은 자동차에 사용되는 색상과 자동차회사가 신규 자동차 개발, 판매시 붙인 색상 이름을 통칭하여 말한다.
주요 색상으로는 흰색, 검은색, 은색, 청색계열, 남색, 녹색계열, 자주색, 적색, 쥐색, 회색이 있다. 청색계열은 군청색, 진청색, 남청색, 회청색, 검청색을 포함하며, 녹색계열은 청록색, 진녹색, 담녹색, 연녹색을 포함한다.
기타 사용되었던 색상으로는 청회색, 녹회색, 은비색, 겨자색, 주황색, 갈대색, 하늘색, 노란색, 아이보리, 베이지, 청옥색, 비둘기색, 금모래색, 포도주색, 황색, 갈색, 오렌지색, 수박색, 살구색 등이 있다.